# Areca caliso
Areca caliso är en enhjärtbladig växtart som beskrevs av Odoardo Beccari. Areca caliso ingår i släktet Areca och familjen Arecaceae. Inga underarter finns listade i Catalogue of Life.